# Андреа Будошова
Андреа Будошова (словац. Andrea Budošová; нар. 15 травня 1980, Чадця, Чехословаччина) — словацька футболістка, захисниця. Виступала за національну збірну Словаччини.

## Клубна кар'єра
Футбольну кар'єру розпочала в 14-річному віці в ЧАДБУС (Чадця). У 1996 році у 16-річному віці перейшла до дорослої команди вище вказаного клубу. У вересні 1997 року «Чадця» увійшов до «Жирафи» (Жиліна). 14 лютого 2002 року покинула Словаччину та переїхала до чеської «Славії» (Прага). Виступала в команді до літа 2007 року, а потім перейшла в оренду до представника жіночої австрійської Бундесліги «Славія» (Прага). 31 січня 2008 року повернулася до празької «Славії». У «Славії» вона є однією з найкращих гравців, відзначилася 76-ма голами в 175-ти матчах у вищій жіночій футбольній лізі Чехії.

## Кар'єра в збірній
З 2000 року виступала за жіночу збірну Словаччини.